# Онгонг, Ачиенг
Ачиенг Онгонг (англ. Achieng Ongong’a; род. в 1945 году) — кандидат экономических наук, генеральный директор Государственного департамента Кении по туризму. Обладатель Ордена Пылающего Копья за образцовую поддержку своего народа. Преподаватель экономики в Техническом университете Кении.

## Биография
Ачиенг Онгонг родился в 1945 году. Он был старшим из 11 детей бывшего борца за свободу Рамоги Ачиенг Онеко (англ. Ramogi Achieng’ Oneko) и его жены Джедиды Окуку Онеко (англ. Jedida Okuku Oneko). Рамоги Ачиенг Онеко был издателем первой газеты на языке дхлуо — «Рамоги». Он работал директором типографии и разрешал африканским журналистам в ней печатать издания на суахили, среди которых были «Мвалиму», «Хабари за Дуния», «Радио Поста».
Ачиенг Онгонг приехал в СССР, чтобы получить высшее образование в Университете дружбы народов им. Патриса Лумумбы, учился на факультете экономики и права по специальности «Экономика». Научным руководителем был Ю. А. Васильчук.
В 1971 году защитил диссертацию в УНД им. Патриса Лумумбы и стал кандидатом экономических наук. Учился в Кренфильдском институте технологий в Великобритании. В 1972 году стал работать экономистом в Министерстве по развитию предпринимательства и Министерстве туризма и окружающей среды. В 1981 году стал региональным менеджером ООО «KENYA INDUSTRIAL ESTATES», а с 1987 по 1989 год был старшим консультантом ООО «KENYA COMMERCIAL BANK». C 1989 по 1991 год он работал консультантом во Всемирной организации торговли в Мадриде, а с 1991 по 1996 год был менеджером специальных кредитных программ в ООО «KENYA COMMERCIAL BANK» в Найроби.
В 1995 году осваивал новые технологии в управлении проектами в Университете Джорджа Вашингтона в США. В период с 1996 по 1997 год был менеджером компании КСС от лица ООО «KENYA COMMERCIAL BANK», а с 1997 по 1998 год был старшим руководителем отдела коммерческого развития ООО «KENYA COMMERCIAL BANK». С 1998 по 2000 год работал консультантом по вопросам ведения бизнеса, а с 2000 года по 2001 год был директором консультационной фирмы ООО «Метрополь Ист Африка». В этот же период работал старшим преподавателем кафедры экономики и бизнеса Университета Масено.
В 2003 году стал генеральным директором Государственного департамента Кении по туризму и проработал на этой должности около 6 лет, в 2009 году покинул эту должность.
Ачиенг Онгонг за образцовую поддержку своего народа был награждён Орденом Пылающего Копья.
В 2013 году начал преподавать экономику в Техническом университете Кении, у него подписан контракт до 2019 года.